# Андреа Мороні
Андреа Мороні (італ. Andrea Moroni, нар. 10 жовтня 1985) — сан-маринський футболіст, нападник футбольного клубу «Фаетано» та збірної Сан-Марино. За збірну дебютував у 2011 р. в матчі проти Ліхтенштейну.